# Mark St. John

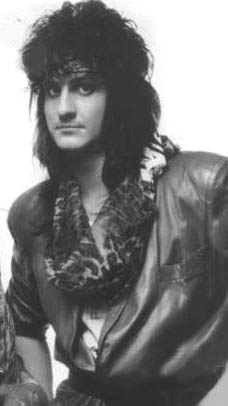
Mark St. John

Mark Leslie Norton (7 februari 1956 – 5 april 2007), beter bekend onder de naam Mark St. John, was leadgitarist in de hardrock/glamrock band Kiss. Dit was in 1984. Hij had Vinnie Vincent vervangen en werd zelf weer vervangen door Bruce Kulick, vanwege medische problemen. Later gaf hij toe dat de medische problemen verzonnen waren. Hij werd tijdelijk vervangen door Kulick omdat hij niet met de oprichters van Kiss overweg kon.